# 希格納姆 (康乃狄克州)
希格納姆（英語：Higganum）是位於美國康乃狄克州米德爾塞克斯縣的一個村落。該地的面積和人口皆未知。

## 地理
希格納姆的座標為41°29′49″N 72°33′25″W / 41.49694°N 72.55694°W，而該地的平均海拔高度為156米（即512英尺）。